# Première guerre judéo-romaine
Pour les articles homonymes, voir Guerres judéo-romaines.
 (mai 2009).
Si vous disposez d'ouvrages ou d'articles de référence ou si vous connaissez des sites web de qualité traitant du thème abordé ici, merci de compléter l'article en donnant les références utiles à sa vérifiabilité et en les liant à la section « Notes et références ».
Guerres judéo-romaines
Batailles
Première guerre judéo-romaine - Guerre de Kitos - Révolte de Bar Kokhba
La première guerre judéo-romaine, qui s'est déroulée entre 66 ap. J.-C. et 73 ap. J.-C., parfois appelée la Grande Révolte (hébreu : המרד הגדול, ha-Mered Ha-Gadol), est la première des trois révoltes des Juifs de la province de Judée contre l'Empire romain, telle que relatée principalement par Flavius Josèphe.
Elle commence en 66, à la suite des tensions religieuses croissantes entre Grecs et Juifs. Elle s'achève lorsque les légions romaines de Titus assiègent, pillent puis détruisent Jérusalem et le temple d'Hérode en 70 (en 68 selon les « sages du Talmud ») ainsi que les places fortes des Juifs (principalement Gamla en 67 et Massada en 73).

## Les affrontements de 66 à 69

### Source primaire
La guerre de 66 à 70 dans la province de Judée est narrée en grec par l’historien romain d’origine judéenne Flavius Josèphe.

### La révolte de 66
Un jour de Shabbat, en l'an 66, à Césarée, un homme sacrifie des oiseaux à l’entrée de la synagogue, ce qui provoque la colère des Juifs. Il s’ensuit des batailles de rue entre Juifs et païens. Une délégation de Juifs se rend à Sébaste en Samarie auprès du procurateur Gessius Florus qui fait la sourde oreille. Les troubles atteignent Jérusalem. Florus choisit ce moment pour prendre 17 talents dans le trésor du Temple de Jérusalem (peut-être des arriérés du tribut), ce qui entraîne une réaction en chaîne de révoltes et de représailles. Après avoir essayé de réprimer la révolte dans le sang, Florus se retire à Césarée tandis que les insurgés s’emparent de l’esplanade du Temple.
Un essai de conciliation d’Agrippa II et de Bérénice est rejeté. À l’instigation d’Éléazar, fils du grand-prêtre Ananie, les révoltés s’emparent de la forteresse de Massada et font cesser les sacrifices quotidiens pour l’empereur romain. Sous la direction d’Agrippa II et des Hérodiens, des familles des grands-prêtres et des notables pharisiens, les partisans de la paix essayent de réduire les révoltés par la force. L’armée d’Agrippa II est battue dans Jérusalem, Ananie est assassiné, les palais royaux sont incendiés et les derniers Romains exécutés. Une rébellion éclate à Césarée. Le mouvement se répand à toute la Judée où Juifs et gentils s’affrontent.
Plusieurs milliers de Juifs périssent dans les émeutes à Alexandrie.

### Échec de la première intervention romaine

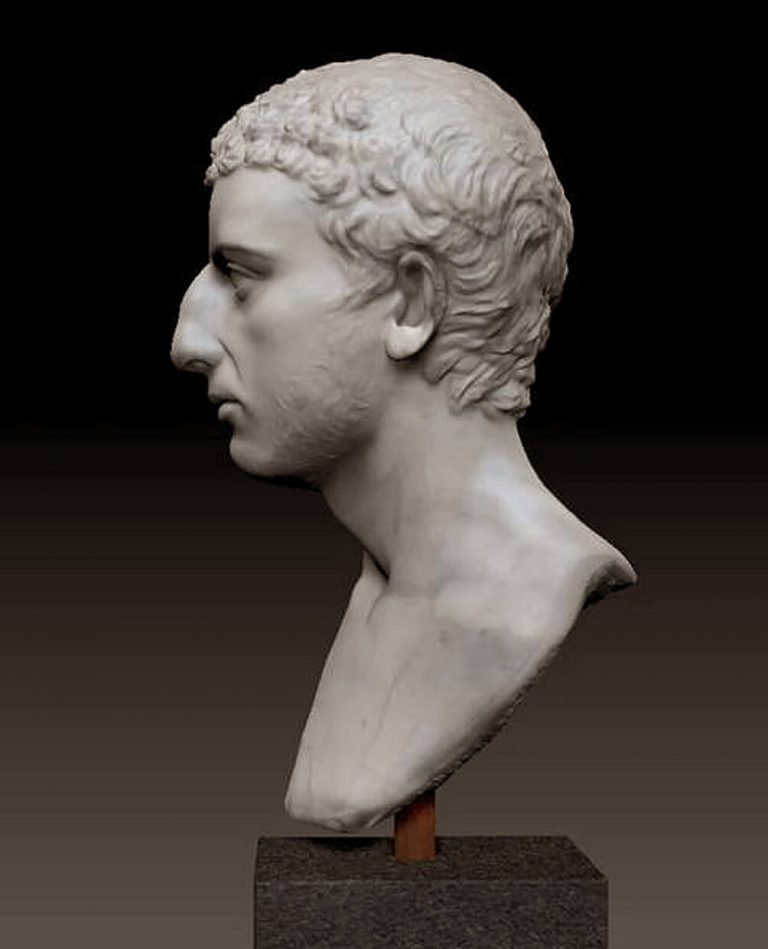
Buste supposé de Flavius Josèphe du s. (Glyptothèque Ny Carlsberg, Danemark)

Le gouverneur de Syrie Cestius Gallus attaque Jérusalem avec la XIIe légion Fulminata. Il s’empare du faubourg nord mais échoue devant le Temple et se retire, puis tombe dans une embuscade près des montagnes de Beth-Horon. Il perd plus de cinq mille fantassins et presque quatre cents cavaliers. Cette victoire change la révolte en guerre d’indépendance à laquelle se rallient les autorités traditionnelles : grands-prêtres et chefs pharisiens, sadducéens et esséniens. La révolution s’organise et le pays est divisé en sept districts : Joseph ben Gorion et le grand-prêtre Hanan sont chargés de Jérusalem, Jésus ben Sapphias et Eléazar ben Hananias de l’Idumée, Joseph fils de Mattathias (Flavius Josèphe) organise la Galilée.
En 67, le général Flavius Vespasien est envoyé par Néron avec trois légions. Il occupe Sepphoris en Galilée (printemps), assiège Flavius Josèphe dans Yotapata qui est prise. Flavius Josèphe se rend. Vespasien fait la jonction avec Agrippa II, s’empare de Tibériade et de Tarichée, puis de Gamla et du mont Thabor. À la fin de l’année, le nord de la Judée et la région côtière au sud de Jaffa sont soumis.

### L'extension de la révolte

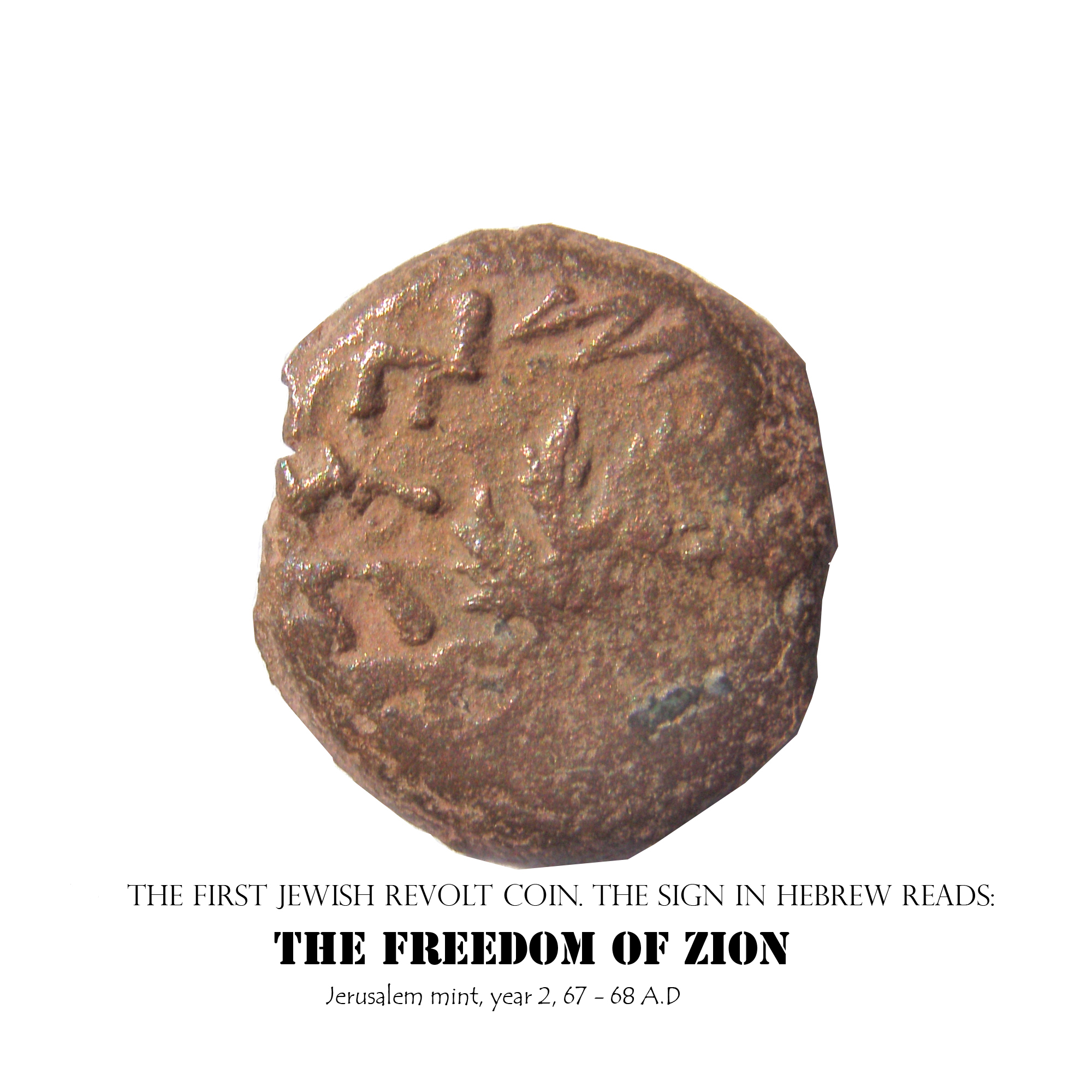
Prutah (monnaie) bronze, inscription hébraïque : « Libération de Sion », 66 - 70 ap. J.-C.

La révolte se durcit face à la menace romaine. La guerre civile éclate à Jérusalem où Jean de Gischala et les zélotes prennent le pouvoir et imposent comme grand-prêtre Pinhas de Habta (en), probablement sadocide. Appuyés par un groupe d’Iduméens, les Zélotes liquident les notables et les membres des grandes familles sacerdotales.
En 68, Vespasien soumet la Pérée (mars), occupe Antipatris, Lydda, Jamnia, Emmaüs, traverse la Samarie et descend sur Jéricho. Il cesse les opérations militaires à l’annonce de la mort de Néron (9 juin).
Un sage, Rabban Yoḥanan ben Zakkaï quitte alors Jérusalem secrètement et se rend au camp de Vespasien pour lui demander asile. Il est envoyé dans un camp de réfugiés dans la ville de Yavné (Jamnia). Après la destruction de Jérusalem, il constitue autour de lui un groupe de sages qui se réunissent pour donner à la Bible hébraïque sa forme finale, instituer des lois, rétablir le calendrier. La cour de Yavné remplaça ainsi le Sanhédrin de Jérusalem et diffusa la culture rabbinique.
Au printemps 69 (mai-juin), Vespasien s’approche de Jérusalem. À l’exception de la capitale, de l’Hérodion, de Massada et de Machéronte, la Judée est pratiquement soumise aux Romains. Vespasien, choisi comme empereur par les légions de l’Est (juillet), laisse son fils Titus achever de la soumettre.

## Les forces en présence

### Les forces romaines
Titus est secondé par Tibère Alexandre, apostat du judaïsme, ancien procurateur de Judée, qui connaît donc la région et qui a déjà massacré des Juifs à Alexandrie en tant que préfet d'Égypte sous Néron. Il fut aussi un des premiers partisans de Vespasien dans sa lutte pour l'Empire romain. Ils sont à la tête de quatre légions soit environ 24 000 hommes, doublés par autant de soldats recrutés par Titus et encore renforcés par 5 000 hommes de l'armée d'Alexandrie et des garnisons de l'Euphrate, soit plus de 50 000 hommes, ou même 80 000 hommes selon Graetz.

### Les factions juives
Selon Heinrich Graetz, c'est 24 000 hommes que les Juifs peuvent opposer aux Romains, mais ils appartiennent à des factions antagonistes et obéissent à de multiples chefs qui se sont entre-tués dans une féroce guerre civile.

#### La famille royale hérodienne
Complètement romanisé, Hérode Agrippa II règne sur une grande partie de la région y compris la Galilée, mais, en Judée, ce sont les procurateurs qui exercent le pouvoir. En 66, il se rend à Jérusalem pour appeler les Juifs à ne pas se révolter, mais il n'a aucune influence et rejoint avec ses troupes le camp romain. Quant à sa sœur Bérénice, elle favorise les Flaviens et deviendra même la maîtresse de Titus, au point d'espérer l'épouser.

#### Le Sanhédrin, les pharisiens et les sadducéens

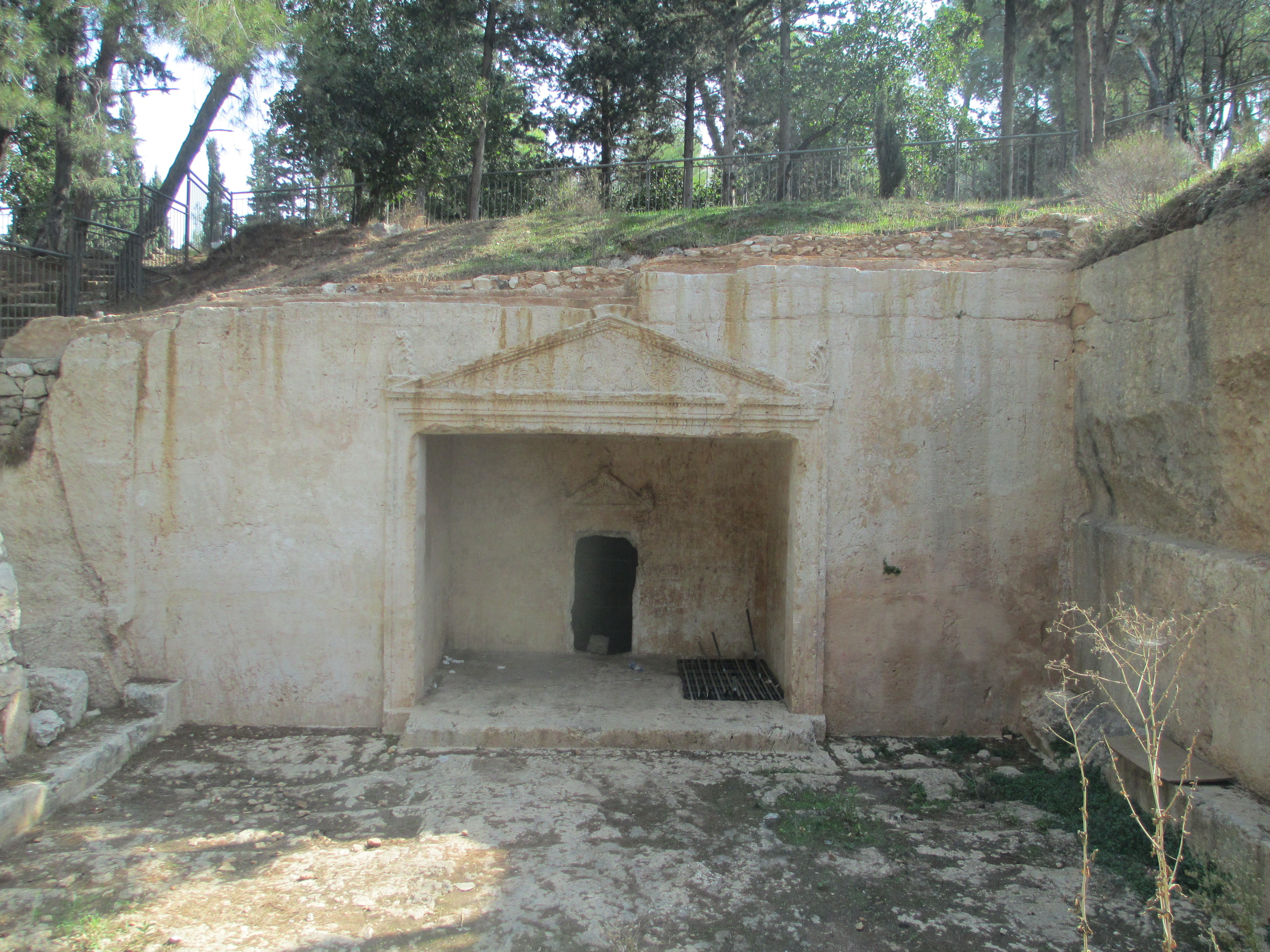
Un caveau du Sanhedrin à Jérusalem

Le Sanhédrin est l'assemblée des Sages juifs qui détient le pouvoir religieux et administre la justice. Bien que le plus souvent opposés au pouvoir royal, ses membres sont, depuis toujours, assez lucides pour comprendre qu'une politique de refus total du pouvoir romain n'a guère de chances de réussir. Ils ne parviennent cependant pas à imposer leur point de vue face aux zélotes. Ils appartiennent souvent au parti des pharisiens fidèles à la Torah et à la tradition orale naissante qui deviendra le Talmud. Le Nassi (président du Sanhédrin) est Shimon ben Gamliel I qui meurt avant la fin de la révolte, peut-être exécuté par les Romains. Un autre de ses membres illustres est Yoḥanan ben Zakkaï qui parvient à contourner le siège (caché, selon la tradition, dans un cercueil) et aurait obtenu de Vespasien lui-même, ou plus vraisemblablement de Titus, le droit de reconstituer un Sanhédrin à Yavné, où il jette les bases du judaïsme rabbinique.
Les autres membres influents du Sanhédrin sont les sadducéens qui représentent l'école de pensée opposée aux pharisiens d'un point de vue théologique, car ils ne reconnaissent que la Torah écrite et nient toute doctrine qui ne s'y trouve pas explicitement comme l'immortalité de l'âme. Cependant, ils s'en rapprochent sur le plan politique, face aux Romains et aux zélotes. L'un de leurs dirigeants, l'ancien grand-prêtre Anan ben Anan, est massacré à l'instigation des zélotes quelque temps avant le siège de Jérusalem.
Les pharisiens, qui ont assumé la direction de la révolte après la victoire de Beth-Horon, deviennent plutôt partisans de la paix après la perte de la Galilée, mais ce sont alors les zélotes qui prennent le pouvoir à Jérusalem.

#### Les zélotes et les sicaires
L'historien Flavius Josèphe (qui est, selon Heinrich Graetz, partie prenante dans le conflit et tend à noircir ses adversaires afin de mettre en valeur son rôle pacificateur) définit les zélotes comme la quatrième secte juive (après les pharisiens, les sadducéens et les esséniens) : ils « s'accordent en général avec la doctrine des pharisiens, mais ils ont un invincible amour de la liberté, car ils jugent que Dieu est le seul chef et le seul maître. Les genres de mort les plus extraordinaires, les supplices de leurs parents et amis les laissent indifférents, pourvu qu'ils n'aient à appeler aucun homme du nom de maître ».
Ils étaient apparus pour s'opposer au recensement du procurateur Quirinius en l'an 6 de notre ère. Ils refusent donc le pouvoir des Romains, mais aussi celui de tout Juif prêt à une solution de compromis avec les Romains et même celui d'autres zélotes. Les plus dangereux d'entre eux étaient les sicaires qui tuaient leurs adversaires avec un court poignard appelé sica par les Romains,. Les zélotes sont dirigés par certains prêtres du Temple de Jérusalem, qui constitue leur forteresse, alors que les sicaires, derrière Menahem (assassiné en septembre 66) puis Eleazar Ben Yair, s'appuient sur la forteresse de Massada. Zélotes et sicaires sont à l'origine de la féroce guerre civile qui affaiblit tant les Juifs durant toute la révolte contre les Romains, encore que Graetz accuse Josèphe d'être lui-même à l'origine de la guerre civile qui a facilité la reconquête de la Galilée par les Romains.

#### La guerre civile

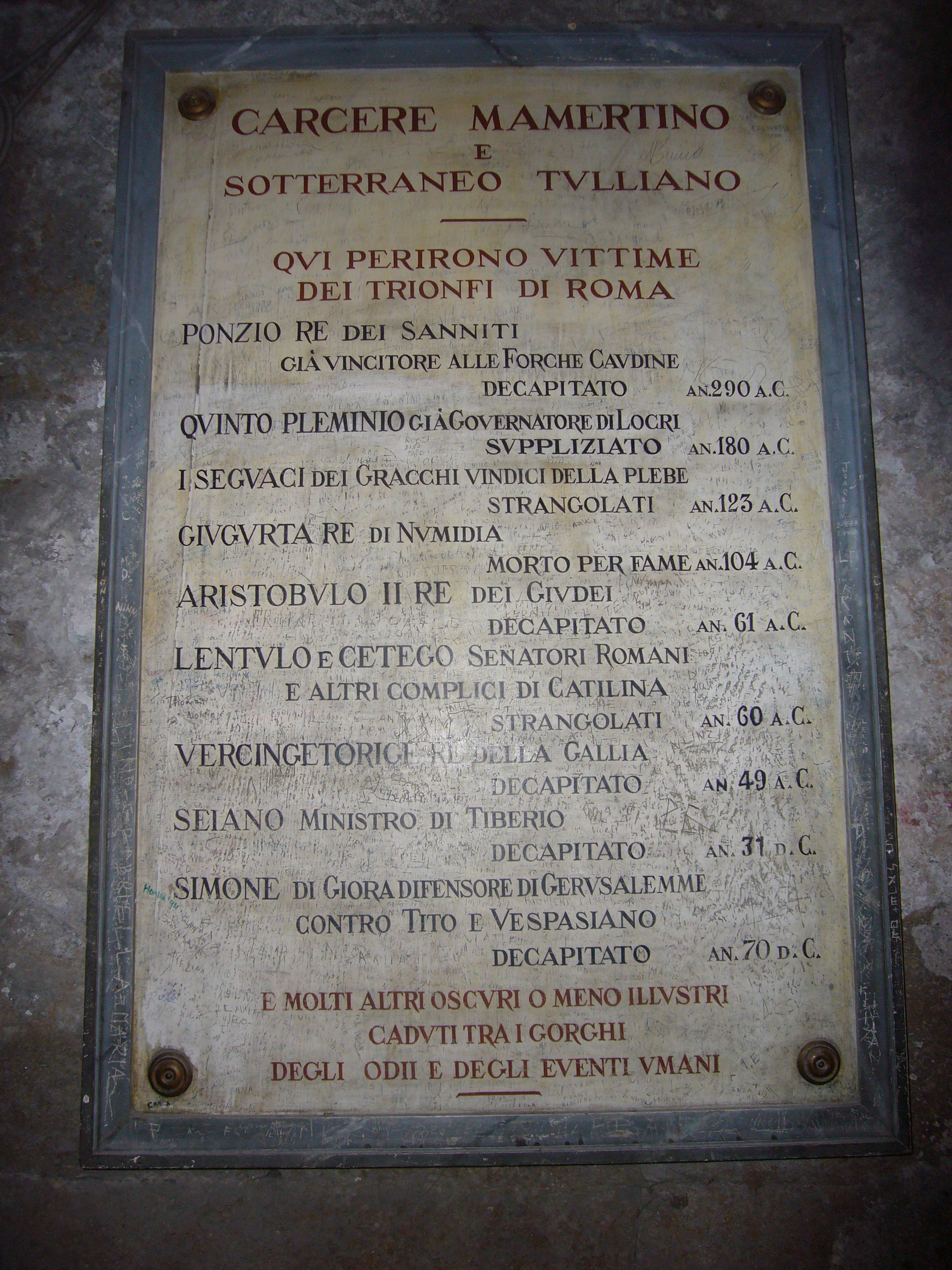
Plaque de Mamertinum (ancienne prison romaine) où figure le nom d'illustres prisonniers exécutés au triomphe de Rome, dont celui de Bar-Giora

La guerre civile affaiblit les Juifs durant quasiment toute la révolte contre les Romains. Il y a d'abord l'opposition en Galilée entre les partisans du compromis dirigés par Flavius Josèphe, nommé gouverneur de Galilée par le Sanhédrin, mais aussi fidèle du roi Hérode Agrippa II, lui-même intronisé par les Romains, et les zélotes menés par Jean de Gischala. Josèphe s'étant rendu aux Romains, la campagne menée par l'empereur Vespasien s'achève en 67 par la prise de la forteresse de Gamla, désastreuse pour les Juifs, puis de Gischala (de l'hébreu Goush Halav).
Jean de Gischala réussit toutefois à échapper aux Romains et retourne avec quelques partisans à Jérusalem où l'hostilité contre Josèphe, passé à l'ennemi, et contre le Sanhédrin, qui a nommé Josèphe, augmente de jour en jour. Les zélotes, sous la conduite de Jean de Gischala, arrachent alors le pouvoir aux pharisiens dans Jérusalem. Dans une provocation contre le Sanhédrin et les plus modérés, ils nomment un inconnu comme nouveau grand-prêtre. Cette insulte aux Cohanim amène le grand-prêtre Anan ben Anan à décider la lutte armée contre les zélotes. Le combat sanglant fait huit mille morts dont Anan ben Anan et d'autres Cohanim. Puis Jean de Gischala prend le pouvoir dans Jérusalem aux dépens du Sanhédrin.
Le parti des prêtres et des aristocrates fait alors appel à Simon Bar-Giora, un des vainqueurs de Beth-Horon, réfugié dans la forteresse de Massada qui, à la tête de ses troupes et d'Iduméens, vient combattre Jean de Gischala en avril 68, sans arriver à expulser les zélotes du Temple. Bar-Giora sera décapité à Rome.
Au début du siège, au printemps 70, Jérusalem est tenue par trois factions zélotes dirigées par (en)Éléazar ben Simon, un autre des vainqueurs de Beth-Horon, dont la forteresse est la cour intérieure du Temple, par Simon Bar-Giora qui tient la ville haute et une partie de la ville basse, et par Jean de Gischala qui tient le mont du Temple. Selon Tacite, « ce n'était entre eux que combats, trahisons, incendies et une partie du blé avait été dévorée par les flammes ».

## Le siège de Jérusalem

Plan du siège de Jérusalem de 70.

Simon Bar-Giora, rival de Jean de Gischala, prend alors position dans Jérusalem pendant que les Romains assiègent la ville.
Les troupes de Titus attaquent Jérusalem par le nord (30 mai 70), prennent la première puis la seconde muraille. Jean de Gischala défend la forteresse Antonia et le Temple de Jérusalem et Simon Bar-Giora la ville haute. Titus renforce le siège (juillet). La famine se fait sentir. Le 6 août, les sacrifices quotidiens dans le Temple cessent. Titus s’empare d'Antonia et brûle les portes extérieures du Temple, puis attaque le Temple qui est complètement brûlé (28 août). Il s’empare enfin de la ville haute où s’étaient réfugiés Simon Bar-Giora et Jean de Gischala.

Plan de l'ancienne Jérusalem (gravure de 1727)

Jérusalem est rasée, sauf les trois tours du palais d’Hérode (Hippicus, Phasaél et Mariamne) et une partie de la muraille.
Les Romains créent la province de Judée, distincte de la province de Syrie. Le Sanhédrin est dissous. Le culte sacrificiel cesse d’être célébré. À l’automne 70, des milliers de prisonniers juifs sont tués dans des spectacles publics à Césarée.
En 71, Titus part célébrer son triomphe à Rome. Il laisse au nouveau gouverneur de Judée, Lucilius Bassus, le soin de réduire les dernières forteresses (Hérodion, Machéronte et Massada).

## Le siège de Massada

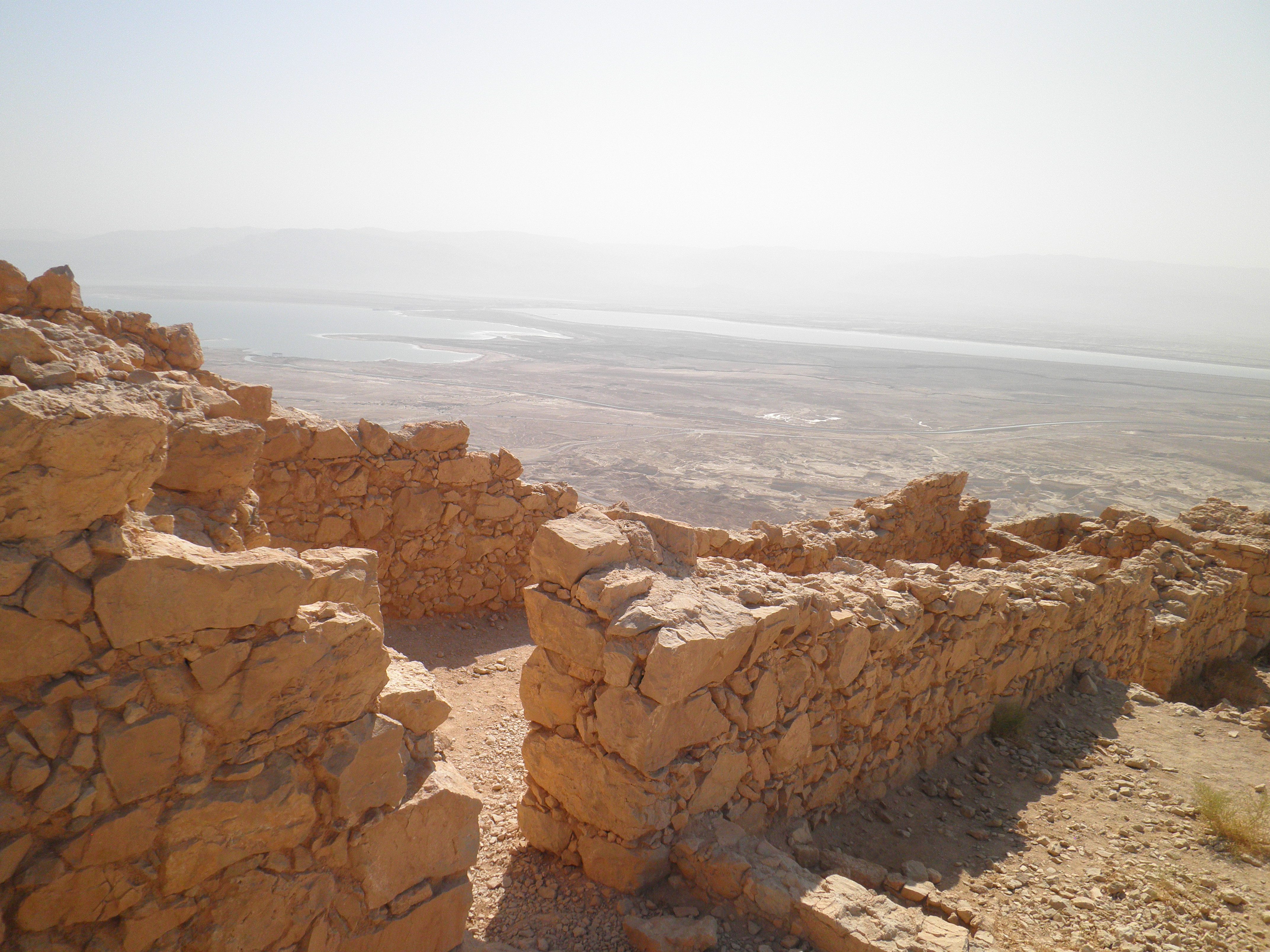
Ruines de Massada

En 73, le gouverneur de Judée Lucius Flavius Silva assiège Massada, dernière place de résistance juive. La forteresse est défendue par des sicaires dirigés par Éléazar, fils de Yaïr, descendant de Judas le Galiléen.
Selon le récit de Flavius Josèphe, les défenseurs de la forteresse se tuent les uns les autres (car il est interdit de se suicider dans la religion juive, seul le dernier survivant se suicidant) plutôt que de se rendre aux Romains (avril 74).

## Les conséquences de la victoire romaine

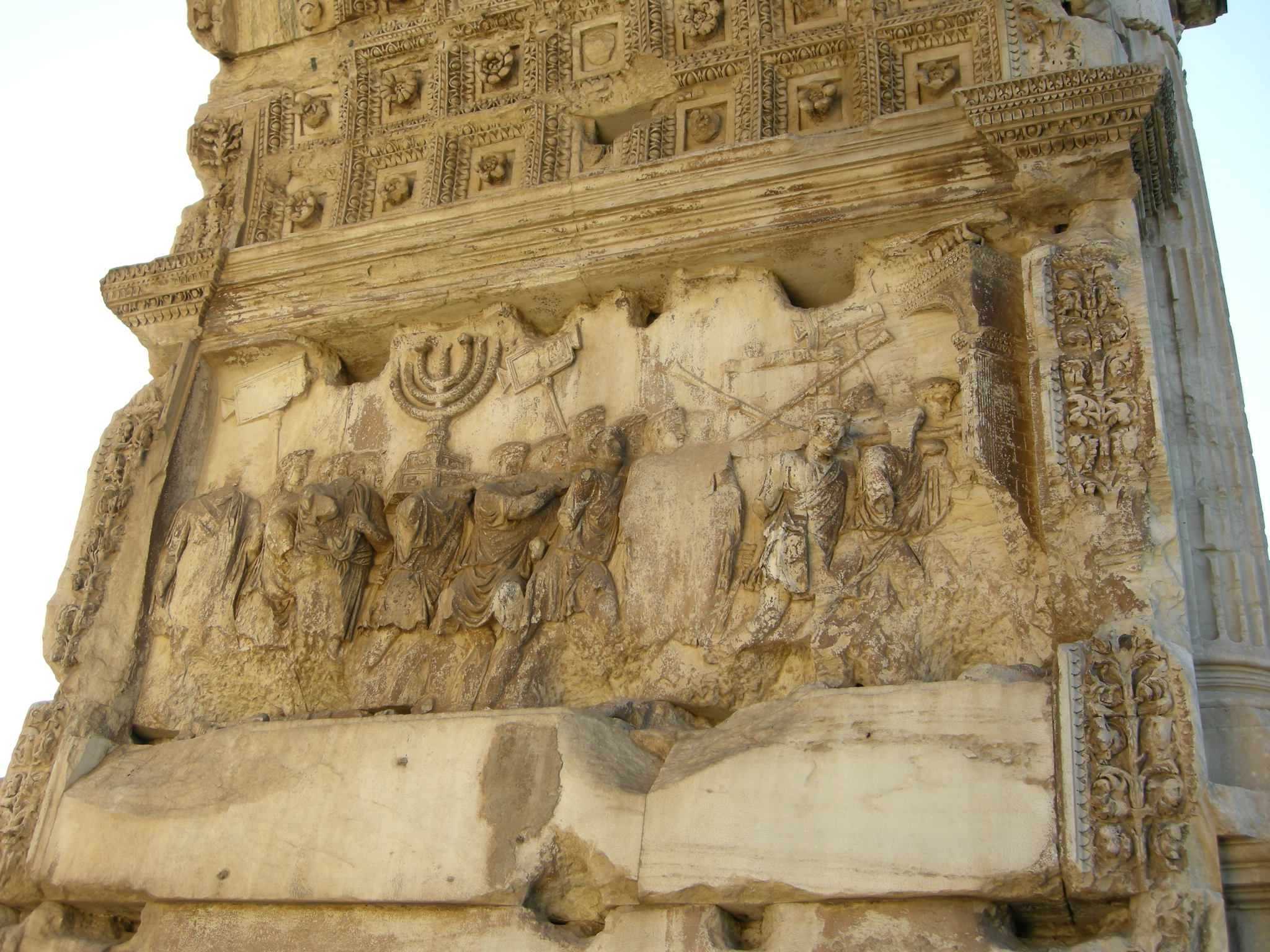
Le butin tiré du pillage de Jérusalem et de son temple fut présenté au peuple romain à l'occasion du triomphe de Vespasien et Titus et représenté sur l'arc de triomphe de ce dernier à Rome.

La destruction du Second Temple marque la fin de l’État hébreu à l’époque ancienne. Cependant les Samaritains, en grande partie épargnés par la guerre civile, s’établissent dans de nombreuses villes côtières avec pour sanctuaire le mont Garizim (jusqu’en 484). Les sadducéens, en partie massacrés, perdent toute influence. Les esséniens semblent disparaître. Leur influence continue peut-être à se faire sentir dans la diaspora où elle a pu marquer certaines communautés chrétiennes. La plupart des zélotes disparaissent dans les combats de 66-74.
Les pharisiens se réorganisent rapidement, instituant une école et un grand conseil à Jamnia (Yabneh), près de Jaffa. Ce conseil remplace le Sanhédrin et réorganise le judaïsme autour de la Torah. Cette branche engendre le judaïsme rabbinique.
Les combats, et surtout la victoire romaine, entraînèrent des déplacements de populations : selon Flavius Josèphe, de nombreux Juifs furent faits prisonniers, réduits en esclavage et déportés vers Rome. La province de Judée changea de statut, devenant une province proprétorienne et reçut une garnison plus forte. Tous les Juifs de l'empire furent désormais soumis à un impôt spécial, le Fiscus judaicus.

### Sources primaires
- Flavius Josèphe, La guerre des Juifs, site de http://remacle.org/ Philippe Remacle, 75 (lire en ligne).